# ゲッチューまごころ便
『ゲッチューまごころ便』（ゲッチューまごころびん、get you magokorobin.）は、緋采俊樹による日本の漫画作品。『週刊少年チャンピオン』（秋田書店）にて1998年36号から2001年49号まで連載された。単行本は全17巻（現在は絶版）。宅配便をメインテーマにした人情コメディ作品である。

## 概要
作品はほとんどが一話完結で描かれる。東京都府中市が主な舞台である。株式会社まごころ便の次期社長である主人公・後藤紅男とその友人・同僚たちによる宅配便コメディである。ドタバタ喜劇が基本であるが、それ以外にもラブコメディやホームドラマ、シリアスな話が繰り広げられるなど、バラエティに富んだ作品である。
前身作品に『週刊少年チャンピオン』1996年45号に掲載された「ゲッチュー!お届けマン」があるほか、『週刊少年チャンピオン』の創刊40周年記念企画で、新作読み切りの『ゲッチューまごころ便』が同誌2009年36+37号に掲載された（いずれも下記参照）。
台湾でも出版化されていて、中国語名称は「快遞特攻隊」（2000年09月15日連載發行開始、2002年11月20日連載發行結束）。秋田書店と提携した「東立出版社」が台湾版を出版。

## 登場する主な宅配会社
まごころ便
主人公・後藤紅男が所属する会社。軽便・メール便・一般民家向け戸口宅配をメイン業域とする。社名のとおり「荷物だけでなく“まごころ”もお届けする事」を社是とする。業界内の規模としては中堅に位置する。
ツバメ便
まごころ便のライバル会社。まごころ便と完全に業域が一致している。佐古田や御国が在籍し、規模としてはまごころ便より大きい。
クルス便
関東最大手の宅配会社。旅客業を除く全運輸便事業を業域としている。来栖社長が一代で築き上げた。紅男の父・後藤炎がまごころ便設立前に在籍していた会社で、まごころ便の設立時における後見会社でもある。
フラワー便
花専門宅配会社。紅男はここのフラワー園から胡蝶蘭を盗んだことがある。
大急便
まごころ便のライバル会社。ただし、業域は大型トラックによる業者間配送を主とする。スキンヘッドのおっちゃんや梅垣ら不良3人組が在籍するなど硬派な会社。
光星便
まごころ便のライバル会社。社長・社員ともども、元ホスト。ホストスキルで紅男担当地区である商店街の中年女性の人気をがっちりキャッチ。紅男を個人的なピンチに陥れる。しかし、元ホストだけに全員体力が無い事が露呈し、まごころ（火呼）介入後はメール便を中心とする軽便宅配にシフトした。

## 主な登場人物

### まごころ便関係者

#### 後藤家
後藤灯萌がクルス便の系列会社としてまごころ便を創業以来、後藤家が経営していて同族会社の一族。だが、「全従業員家族」といったアットホームな職場であることと、硬派な環境から紅男たちが経営者一族だからといって特別待遇されるわけではない。ゲンたち初期社員組も灯萌・炎の人徳と苦労を見てクルスから移籍している。実家時代の紅男と火呼は二段ベッドにて紅男は上段、火呼は下段で就寝していた（御国勤務時は、紅男が御国に譲り、紅男はベッド下に布団を敷いて寝ていたらしい）。
後藤紅男（ごとう べにお）
本作の主人公。（初回当初は）都立府城高校に通う高校2年生であったり、株式会社まごころ便の次期社長でもある。家業である宅配便に精を出し過ぎて出席日数と成績が足りず、常に留年の危機にさらされ、その度に友人達の努力により回避してきたが、9巻で留年し、2度目の3年生を送る（この際に、答辞を任され爆笑された挙句「ダブりだから」という理由で委員長をやらされる羽目に）。怪獣に例えられるほど音痴。
卒業後は社会人として今まで以上に激烈な業務を課せられ、これまでは仕事の苦労や疲れを学校で癒されていたことに気づいた（給料はそれまで同様に強制的に貯金に回されているので、ただ忙しくなっただけである）。無免許だが車庫入れも完璧なほど車を乗りこなしており、成人後免許を取るために行った教習所では嫌味を言われまくった。ドリフト走行やフォークリフト操縦もできる。
配達業務で鍛えた驚異的な腕力と、家族の愛の鞭で培われた異常とも言える強靭な肉体を武器に、愛車の三輪チャリ“紅蓮号”と共に、まごころとトラブルを届ける日々を送っている。配達担当エリアの住所やお得様の名前、家族構成はしっかり記憶しているが、その記憶力が勉強に活かされることはほとんどない。卒業式の荷物をまごころ便で請け負うため、夜に学校へ忍び込んでこっそり席の下にダンボールを仕込んだりもした。
後藤家ヒエラルキーは最下位。理由は不明だが、度々食事を抜かれたり家を叩き出されているものの、もう慣れている様子。命の危険を感じて自主的に逃げたことも（信幸や大急便・クルス便関係者の家に避難することが多かったらしい）。
後に本社を出て本社を凌ぐ営業所所長に。その後、小さい頃を知る気の強い女の子を娶り、娘・紅代を儲ける（後述の女装時の名前も紅代）。生涯宅配人。
顔立ちは悪くないため、女装すると火呼に似ている。しかし信幸からは「火呼姉を汚すんじゃねぇ」と極めて不評で、問答無用で殴られた（逆に紅男留年残念＆コトミ卒業記念旅行では、同伴した信幸が京都で舞妓姿になったのを気味悪がり、激怒したコトミと一緒になって鉄拳制裁した）。
最初は心霊関係は特に信じていなかったため平気だったが、心霊現象（この件に関しては、全て単なる偶然）に遭遇した結果そういった事態には震えが止まらなくなるほど苦手になってしまった。酷い時は気絶して記憶が飛んだりしたことも。夏恒例加路家主催のパーティーに心霊怖さから一度すっぽかしたことを、加路に責められたことがある。
名前の由来は、作者の目の前に『午後の紅茶』があったことから。
後藤火呼（ごとう かこ）
紅男の姉。幼い頃に死去した母に代わり、後藤家の家事を切り盛りしてきた。会社のあらゆる雑務をこなし、まごころ便を陰から支える存在である。愚弟である紅男には容赦ない（信幸などほかの男性従業員にも制裁することはあるが、涼二と炎、町代には手を出さない）。熊が出ても動じずにキャンプを続行するなど「まごころ」最強の人物だが、稀に女性的な一面を覗かせる事もある。特に「悪意のないお節介」に弱いため、美好の母であるカタリナやバイトギャルのクミ子などには押し切られてしまうことがある。
弟が裏ビデオを見ようとしていたと知ってもスルーし、家族に半裸姿を見られても気にしないらしいが、流石に不特定多数に見られるのは免疫がないらしく、銭湯で半裸姿を晒してしまったときは真っ赤になった。この時の父曰く「母親に似てきた」。
後に涼二と結婚し、一男一女を儲ける。
後藤炎（ごとう えん）
紅男と火呼の父親、株式会社まごころ便の2代目社長。元々はクルス便の社員。クルス便退社後は亡き妻・灯萌と共にまごころ便を設立し、仲間達の支えにより、まごころ便をここまで育て上げてきた。常にサングラスを装着しており、表情があまり動かない。生涯宅配人。落ち着いて見えるが、初対面でプロポーズしてきた灯萌に「いいけど」と数秒でOKする辺りは流石である。
基本的に紅男の扱いはぞんざいで、銭湯に行った際に石鹸などを忘れた息子に対し食器用洗剤を差し出したことも。その後、後を継ぎたいという紅男に「じゃあ独立して営業所を始めろ」と提言している。
後藤灯萌（ごとう ともえ）
故人。紅男と火呼の母。まごころ便の設立者にして初代社長。火呼のちゃっかり度および無敵パワーと紅男の宅配バカを足して2倍にしたが如き、宅配に命をかける究極の宅配バカ。往年の活躍を知る者は「火呼の外見に紅男の性格」と評する。火呼が生まれる際には、出産1日前まで配達を行い、陣痛が始まった際も配達中だったために我慢し、火呼を引っ込ませるなど、宅配のためだけに無理を通して道理を引っ込める無茶な女傑だった。後に転生し、転生後も宅配関係者になる。
クルス便就職と同時にであった炎に一目ぼれしてすぐにプロポーズ、結婚。妊娠を機にクルスを退職してまごころ便を設立するなど、思い立ったらすぐ決行するタイプ、そういうところは紅男が引き継いでいる。
後藤紅代（ごとう べによ）
紅男の長女。外見は紅男の嫁（すなわち紅代の母）に似ているが、強気なところは母と火呼に似ていることから幼馴染である「信幸の息子」を尻に敷いている。また、（真心便）四代目社長のいすを火呼の娘と争っている。
名前は父が女装していたころの源氏名がもとである。

#### まごころ従業員
後藤家以外の従業員。まごころ便は寮を持っているらしく、後藤家及び美好たち一部の従業員は寮に住むが、加路・坂本たち通勤の人も中に入る。また、たまに後藤家・まごころ寮のお風呂や部屋を間借りする従業員もいる。この会社は規模こそ小さいが、ごくたまにイベントを行うこともあり、紅男たちも海水浴やスポーツ大会などに参加する。
加路政則（かじ まさのり）
代々、神社を管理する家の次男坊。人一倍霊感が強い。喋ると言霊となり霊を呼び寄せてしまうため、紅男が幽霊嫌いになってからは特に無口で通している。人柄自体は温和。家族は（二男なので）兄がいるほか、姉がいるらしい（姉は紅男たちと会った事があり、紅男を気に入っている）。
温厚ではあるが、一度実家のパーティーを心霊苦手なことからすっぽかした紅男を責めたことがあった。
後に普通の嫁をもらい、普通の人生を送る。子供も普通ではなかったが、普通の家族の幸せな生活を送る。
霊感以外の能力としてはまごころ便従業員の中で唯一、犬くまの言葉を理解できる。
坂本和郎（さかもと かずろう）
まごころ便設立当初から勤める古株の社員。妻子持ち。後に地方の営業所所長になる。生涯宅配人。双子の娘・リリとルルがいる。
リリルル姉妹は涼二の子・蒼＆藍とよくつるむ事が多い、紅男はこの4人に（懇願されて）利用される事があった。
台湾版では姓の土へん（坂）がこざとへん（阪）になっていた。
東海林涼二（しょうじ りょうじ）
オペレーターとメカニック担当。糸目で穏やか、そしてかなり天然な人。警視庁の警視正だったが、左目の怪我が原因で辞めてしまう。妻と息子・蒼（あお）と娘・藍（あい）がいるが、今は離婚している。
中盤頃から火呼との恋愛描写がちらほら出るようになり、彼女をとても大切にしている様子が見受けられる。前述の通り滅多に怒ることのない人物であるが、銭湯にて火呼の裸体が衆目に晒された時は激怒し、「忘れろ」と荒い口調で恫喝した。陰険な所もあり、炎と同じように紅男をぞんざいに扱う事もある（紅男の危険を伴うスケート宅配を火呼が了承した時も同意したが、紅男が警察沙汰で危機的状況に陥った時、弟・涼三と共に助け船を出しているらしい）。
後に火呼と再婚し、一男一女を儲ける。蒼・藍も「火呼」を気に入って、以前から「ママ」と呼んでいて二人は信幸に睨まれる。だが、紅男からは絶大な信頼を得ていて彼が独立する際に火呼を託される。
台湾版では「東海林亮二」。
美好タカシ（みよし タカシ）
日本人の父親と米国人の母親を持つハーフ。母（黒人種）譲りの色黒で、足にタトゥーを持つ。シルバーアクセサリー収集が趣味。両親は夫婦そろってハーレー好きで、幼い息子を一人置いてハーレーの本場に旅立った。母・カタリナは母の日に単独で（息子と紅男目当てで）まごころ便を訪問しており、5巻で日本に来た時は他の社員達にはかなり好評だった。足のタトゥーは親に彫られたもの。
来日、入社当初は別のアパートに住んでいたが、家賃滞納を重ねた結果、追い出される形で会社寮に転がり込んできた。その際、当時の家主に「今夜、新客が来るから…」と早晩の引っ越しを催促された為、なけなしの所持金（を見つけたらプレゼントする約束）で紅男たちを釣って「下僕」として早急な引っ越し作業を手伝わせが、彼の所持金に目が眩んだ他の従業員も参入して引っ越し作業は順調に進んだ（最終的には火呼に見つけられ、彼の歓迎夕食会費用などに消えた）。後に、気が優しく思いやりのある妻をもらい、犬くまの妻と共にアメリカへ渡る。「まごころ便アメリカ営業所」所長。
台湾版では「美好高志」。なお、物語の舞台である府中市に姓の由来である「美好町」がある。
犬くま（いぬくま）
どこからともなくまごころ便に流れ着いてきた野良犬で、美好に拾われた。“パウー”という独特な鳴き声を持つ。まごころ便のマスコットキャラクター、犬くまくんと瓜二つである。紅男の相棒として一緒にいる事が多いが、実際の飼い主は美好タカシである。だが、美好すら彼の言葉を理解出来ないので、通訳できる加路だけが頼りである。元々からいるまごころ便従業員や同業他社だけでなく、クミ子・有紀・さるなど比較的新しい登場人物ともよく交流するが、信幸とはほとんど交流が無く、名前で呼ぶ場面も無い（美羽とも交流がほとんどない）。最初はただのマスコットであったが、途中から人間並みの知能を有するようになり、彼が主役を張る回もあった（人間と会話は成立しないが、少なくとも紅男たちの言葉は把握している）。散歩で勝手に近所を歩き回っており、知り合いの犬が多数いる。実は元飼い犬（大和という名前だった）だが、飼い主だった老人の死後、野良となった。ある日老人の孫と再会し、引き取ろうとするも宅配人として修行の日々であるとして自主的にまごころ便に残ることを選択した。
後に自分とは全く違う犬種の可愛い妻をもらい、自分そっくりの一男一女を儲ける。
台湾版では「熊犬」（日本版ではマークに似ているから命名されたが、実態は熊のような犬とみなす）。
町代ヒデキ（まちしろ ヒデキ）
ヒゲ面の古株社員。実は灯萌の従弟。後に他営業所のバイト娘と結婚。台湾版では「町代秀樹」。
奥影ナオキ（おくかげ ナオキ）
まごころ中堅社員。踊りの家元の家に生まれ、まごころの忘年会ではいつも女形として舞う。生涯宅配人。後に元顧客と結婚。
台湾版では「奥影直樹」。
片山ゲン（かたやま ゲン）
まごころ中堅社員。角刈りの男丈夫。後に顧客の未亡人と結婚し、妻が経営する飲み屋で板前に転職。「まごころ」の飲み会会場になる。町代といいコンビである。台湾版では「片山健」。
磯部（いそべ）
まごころ便東北営業所の社員。まごころ便設立当初から勤める古株。
須賀クミ子（すが クミこ）
バイトから正社員昇格した新人。ヤマンバメイクに命をかける根っからのギャル。大量に装着したアクセサリーは重すぎて、外すと機敏になる。すっぴんは完璧な別人になるらしい。信幸をいじるのが好きだが、たまにまともな助言をすることもある。
紅男のことを「ベニー」と呼びなれなれしくするが、紅男には距離を置かれている（だが、ゲームセンターが鬼門である紅男に一緒に遊ぼうといわれたのが嬉しくてゲーム代をおごった上で一緒に楽しく遊んだ事がある）。他にも同じ制服なので周囲の人に「カップル」と誤解されるのに紅男はうんざりしていたが、コトミのこともあって少しずつ仲良くなった。
肌を露出する事はあるが、素面（メイクを外した時の顔）を紅男に見られ恥ずかしがった。
後にまごころ関係者と結婚、結婚後は白くなったようだがメイクは変わらず。
台湾版では「須賀久美子」。
孫 梨花（ソン・リーホア）
やや泣き虫で抜けているところがある中国人の少女。コトミの大学に在籍しており、紅男が女装して潜入した際に知り合い、紅男を「女」だと思い込み「まごころ便」までストーキング。出て来た火呼を見初めて紅男と勘違いし、それから（男だとカミングアウトされた後も）「おねーさま」と呼ぶ。名前の「孫」から、ニックネームは「さる」。一人称も同様。
天然で可愛らしい性格で、社員揃って即魅了された。真面目な炎もうっかり頭を撫でてしまうなど、犬くまとは別ベクトルでマスコットと言えるキャラ。この際に車整備をしていたために手が油まみれだったことで、炎は紅男他社員に怒られ、頭を叩かれた（このような扱いはこの時だけ）。
暗算能力などの知能が極めて高い。そのため、この時点で社員たちは中国営業所を夢見ていた（コトミいわく「アナログの達人」）。
後に「まごころ便 中国営業所」の所長になるが、紅男は（男であるとカミングアウトしたにもかかわらず）彼女から未だに「おねーさま」と呼ばれている。
北方（きたかた）
坂本、町代と同じく古株社員。出番こそ少なく、チョイ役の扱いになるが、紅男たちをフォローする役回りをしている。

### 紅男の友人たち

#### 都立府城高校・第一期
第一期メンバーは紅男の幼馴染（幼稚園から15年間一緒）の山川コトミなど入学から（紅男にとって）最初の三年生になるまでの同級生（梅垣は三年生の時だけ同級生だった）。
山川コトミ（やまかわ コトミ）
紅男の幼馴染。本作のヒロイン。信幸と紅男には容赦なく鉄拳制裁を加える。基本的にお下劣なお笑いが好きなドS。虫嫌いだが、4巻では酔っていたせいか虫入りたこ焼きを平気で食べていた。卒業後は白樺女子大学に入学し、大学生バイトとしてまごころを手伝い、信幸と共に紅男の卒業や高校生活を支える一翼を担う。ツンデレなところがある。
紅男を初恋相手として大事に思いつつも、お金持ち相手に恋活することが長らくあった（幼馴染だけでなく男女の恋愛活動的視野を広げるためらしい）。そのため、黒川に対しても恋愛感情は全くなく（黒川本人も同様だが）、それ以外のお金持ち男子相手のメールで忙しいとこぼしていた。
後述の通り、信幸のことは嫌ってはいないものの距離を置いていたが、はっきり好きな人がいるとわかってからは警戒心が解け、逆にからかうほどの余裕が出るようになった。以前、信幸ファンに関係を疑われたことがあったが、逆にそれを利用して信幸の過去生写真をファンに売りつけたことがあった。
後に自分を一番幸せにしてくれる、一番理想に合った某跡取り息子と結婚し、一女を儲ける。生涯夫から大切にされる。
台湾版では「山川言美」。
梅垣憲司（うめがき けんじ）
番長ズ（紅男命名。正確には「今時番長ズ」、大急便就職後は梅垣本人が「大急便漢ブラザーズ」と改称）のリーダー。通称「梅ちゃん」。リーゼントでバリバリのヤンキー。紅男・信幸・コトミよりも1つ上の学年だが、4巻で留年する。5巻ではケンカ中に紅男の荷物を守り、宅配魂を見せる。その後めでたく卒業し、仲間の生駒と五反坂と共に大急便に勤める。
紅男とは割と似た者同士で、初対面こそあまりよくなかったが、なんだかんだで悪友とも言える関係となっている（一緒に幸せ誅伐隊と称して、バレンタイン狩りを行った事もある）。昔はもてていたが、ヤンキーになって女子に引かれる（紅男にクミがギャルルックの恰好で引かれた時と同様、「受けが悪いのに何で続けているんだ！」と突っ込まれる）。紅男が変なレシピを仕込ませたチョコレートをアヤコから貰って、失神した事がある（翌年、卓郎がありがたく受け取り、失神した）。
家業の宅配に励む紅男を応援するつもりで珈琲を差し入れしようとするが、投げた缶が荷物の壷（2千万円相当）に当たるところを一緒にいた火呼に叩き落とされ腹に直撃、「余計なことすんじゃないわよ！」と文句を言われた。それ以来、火呼とは気が合わないらしい（宅配業者対抗スポーツ大会の時も紅男よりも火呼に対しての張り合いから参戦するが、ボウリング大会の時は練習の時にい合わせた紅男たちと大乱闘になり、怪我をして不参加敗退）。
前述の通り、紅男とは「ケンカするほど仲が良い」関係で、コトミにも別の意味で興味がある。後輩（で紅男の同級生にあたる）有紀たちとは当初険悪な関係であったが、次第に仲良くなった。
後に、常連客の女性・アイ子と結婚するが、妻に尻を敷かれる。
雨宮楓（あめみや かえで）
同級生の若竹に恋しているが、やや奥手らしい。バレンタインデーのときに、宅配業者で同級生の紅男にチョコレートを若竹に渡してほしいと頼む。だが、紅男は若竹に直接チョコレートを渡すことを提案。近所を追跡して結局、若竹と出会い、渡すことができた。彼女はお礼にと紅男にもチョコを渡している。
若竹学（わかたけ まなぶ）
雨宮がバレンタインチョコを渡したのがきっかけで、交際を始めた雨宮の恋愛相手。雨宮とは違う部であるが、所属する部活動が同じバスケットボールという共通項があったことから、親しくなったらしい。

#### 都立府城高校・第二期
以下、第二期メンバーは紅男の1つ下の学年であるが、紅男が留年したため同学年になってしまった。
梧有紀（あおぎり ゆうき）
紅男の同級生。一見すると小柄・巨乳の美少女だが、実は男子。紅男曰く、「可愛いから問題」。女性らしい振る舞いのため、体育の着替えでは周囲の男子が気まずくなってしまったりする。幼馴染の卓郎曰く、中学では普通の格好だったらしい。性別を知らない美羽たちが賭けの対象になったことなどから、同学年にはそれなりに知られていた模様。パレオ着用ではあるが、水着姿になることも躊躇なし（卒業旅行の時、守屋と同じ風呂に入るわけにいかず、バスタオルと水着でごまかして女湯に入った）。
過度の女好きであり、欲望を満足させるために女装という擬態を施して女生徒達に紛れ込んでいる。巨乳も本人の趣味。しかし、そのために後に思いを寄せる美羽との関係を進展させる事ができないという報いを受ける。
腹黒かつ愉快犯とも言える気質で、佐古田などがひどい目に遭っている。そのため、佐古田は密着されると反射的に殴打するほど彼を苦手としている。周囲の人（とくに紅男たち男子）をいじることが好きで、同じ趣味のコトミとは気が合う（最初、コトミは彼の事を変な奴と思ったが、美羽との恋愛を応援）。
家は元病院であり、リハビリ用プールがあるなどそれなりに広い。既に経営はしていないがそのまま住んでおり、病室などが主な部屋。両親は手術室などで寝ていたらしく、紅男に変人認定された。
だからこそ、前述の変わり者の両親に愚行（彼の女装）を認められている。また、紅男は梧家を新たな避難場所の候補にした。紅男に女装と体力をかなり利用される事もあり、お返しにコトミという「馬ニンジン」でプール掃除をやらせたことがある。清掃中に実験人形「よしこちゃん」（骸骨）を発見。
紅男自身、彼の女装を利用していることが多く、女装グッズで紅代になりすまして、コトミの大学に潜入する程である。本編では彼が体力あることとスケジュールがほぼ空白なのを知って、まごころ便に緊急従業員として招集したことがあった。正式にまごころ従業員になってはいないが、おまけ漫画では契約アルバイトとなり、クミと親しくなっていた。
後に男に戻り、何とか美羽と結婚し婿養子となる。美羽との間に二男一女を儲ける。
新名美羽（あらな みはね）
紅男の同級生で、クラス女子委員長。新名財閥の令嬢でお嬢様育ちのため、かなりの天然である。金持ちであることをひけらかすようなことはなく、紅男達とはよく一緒に遊んだりしていた。「ですわ」などが語尾に付く。外見とは裏腹に力持ちで、紅男や佐古田、御国が彼女の鉄拳制裁に遭遇している（後に御国とは仲直りしているらしい、佐古田に対してはその後も有紀の恋愛相手と勘違いされ続けた）。
当初、クラス委員に積極的ではなかった紅男に憤慨するも、仕事に真摯な姿を見てあっという間に惚れ込む。紅男がコトミに夢中なのもあって満足に進展させられず、卒業を前にした旅行で泣いてしまうほど思いを募らせていくも結局は身を引く（一方でコトミを尊敬している）。体力があるので少しだけ、まごころ便の仕事を手伝ったことがある。
信幸についてはあまり興味がなく、信幸が紅男を仲介人として彼女に接近するが拒否している。梅垣とは有紀がらみでプールでの乱闘騒ぎから、嫌悪感を持っていたが和解する。
紅男たちが新名邸宅のスタッフとして手伝うが、調度品を破損してしまい、しばらくただ働きをする羽目になった（火呼に「弁償の為のただ働きをしてから帰ってこい」と言われる）。
有紀については守屋政治共々しばらくの間素で性別に気付かなかったため、いつバレるのかという賭けの対象となっていた（紅男、卓郎らが参加、負けた紅男が賭け金を払った）。その後、男であるということに気づいてはいるが、心は女の子であると信じ込もうとしていたことが発覚（「異性」であると認識している反応を見せたためにバレた）。好意の対象として意識しているようだが、「女の子だから」というブレーキが掛かって有紀とも関係はなかなか進まなかった。
卒業旅行に紅男も招待したいので、忙しい紅男に配慮して近場の温泉リゾートへ行くことにした（紅男は有紀・美羽たちの第一弾、コトミたちの第二弾で二度も温泉へ卒業旅行をすることになった）。
後に騙されたまま有紀と結婚し、二男一女の母になる。
角田卓郎（すみだ たくろう）
紅男の同級生。有紀とは幼馴染らしい、一番の理解者。紅男・守屋たちをいじるのが趣味で（たいていは有紀がらみが多いが）、守屋を「政治君」と呼び、アルバイトに誘うなど好感を持っているが、彼からは距離を置かれている。高校在学中はホストクラブでバイトしていた。年上好きで、卒業する際はアヤ子と離れることに涙していたが、学生ではできなかったことができると悟り、すぐに立ち直った。
紅男と美羽を「さん」づけ、梧有紀をフルネームで、アヤ子を「アヤちゃん」と呼ぶ。
温厚そうな顔だが陰険なところがあり、紅男に対しても厳しく接することがある。その反面、有紀と美羽をくっつけようと黒子として支えるというところもある。
後に口説きに口説いてアヤ子と結婚し、頼まれて紅男の「まごころ便」に入社。一男一女を儲ける。
守屋政治（もりや まさはる）
紅男の同級生で、美羽の幼馴染にして執事のような人。美羽に好意を抱いている（有紀が男とばれる以前は彼の事も慕っていたが、やはり美羽のことが一番だと思う。そのため美羽や有紀にちょっかいを出す梅垣に対して当初、嫌悪感をむき出しにしていた）。紅男の友人の中ではまともな部類に入る。最終回に出してもらえなかった苦労人。
有紀も彼に対してはある程度思うところがあり、男だとバレて政治に殴られそうになったときは「こいつになら殴らせてやってもいいか」と思っている。その後、美羽に静止され、美羽の傍にいる役割を彼に譲る（その際、美羽を守れるかと公約させるが、紅男のフォローもあって有紀と美羽を認めた）。
卓郎になれなれしく接されているのを、快く思っていない。基本的に（性別がばれる前の有紀を除く）同性の同級生と親しくなりたがらないタイプらしく、紅男から「メル友になって欲しい」という呼びかけにも（有紀と共に）秒速で拒否している。とはいえ、なぜか美羽の手伝いで培った能力を紅男のいる会社で発揮している。
同性（特に紅男や卓郎）に対して口が悪いのだが、紅男のことも同級生・仲間として一応認知していて、愛あるがゆえに刺のある言葉を吐く事もある。同じ理由で佐古田のことも嫌い。
後に同級生と結婚。
リカ
有紀（と卓郎）の幼馴染で、茶髪の少女。有紀の女装趣味を承知している。彼が女っぽいためか警戒することなく、一緒に女子更衣室で着替えることを許している（トイレも修学旅行先の部屋も一緒なので、紅男に「ハーレムみたい」と驚愕されている）。本性は一切知らない。巨乳である。本編末期では紅男はメル友がいない設定になっていたが、ユミコと同じくメル友である。
有紀に美羽を託した政治の潔さに好感を持った。
ユミコ
リカ同様に有紀（と卓郎）の幼馴染で、黒髪の少女。有紀の女装趣味を承知している。リカと同じく有紀を介して、紅男とも仲良くなった。有紀いわくこちらも「巨乳」だとか。彼女も有紀の本性を知らない。
本編では、リカと同じ、有紀の従属的キャラクターである。

#### セレブトリオとその関係者
紅男と同い年の金持ち息子三人組。単行本のおまけ漫画でイラストだけのユニットとして組まれた。黒川は紅男の幼馴染だが違う高校、潤は高校だけ同じである。3人の関係者もここに記述する。
黒川マモル（くろかわ マモル）
紅男とは同じ幼稚園以来の幼馴染だが、信幸と同じくお金持ちで、大企業の御曹司なので紅男に何かとライバル視される。しかし、親しい信幸よりも紅男をいじることはなく、一定の距離を置いて見ている。信幸と同じ富士山学院大学卒業後、父の経営する企業の子会社に幹部として就職。紅男に対して、次期社長の心構えを説いた。
台湾版では「黒川守」。
夏目潤（なつめ じゅん）
紅男・コトミらの同級生であった。コトミに好意を寄せていて、なにかと紅男をライバル視している。潤は紅男を出しぬき（コトミへの誕生日プレゼントで）優位に立とうとして、手段を選ばず豪華な（それでいてコトミ好みの）プレゼントを贈呈した。だが、それがあだとなり、ストーカーとして気持ち悪がられ、失恋する。
反・幸せ誅伐隊（バスターズ）
紅男と梅垣が「バレンタインデー」明けに喪男（比較的異性愛に恵まれない男子）のため、遅れバレンタインプレゼントの受け渡しをされる男女を妨害するために「幸せ誅伐隊（最初だけ幸せバスターズを名乗った）」結成されたが、その被害にあった男子たち（信幸は加入せず）が、紅男・梅垣に復讐するため一時結成して二人に仇討ちした。なお、原作では「新・幸せ誅伐隊」と表記されている。
その後、懲りない紅男・梅垣はバレンタインシーズン限定でコンビ復活して、卓郎が被害にあった。
信幸ファン
前述のとおり、信幸は（紅男たちに嫉妬されるぐらいの）モテ男キャラクターで、彼のファンも多い。そのため、信幸と彼のファンもまた前述の「幸せ誅伐隊」の被害にあっている。
コトミやほかの女子に対しての猜疑心はもちろんだが、紅男に対しても「信幸を出し抜く行動」（彼女たちにしてみれば暴挙にしか見えない）などもあって反感を持っている。
葛西信幸（かさい のぶゆき）
紅男の幼馴染。葛西流剣術道場の次期師範でもある。女たらしのお調子者。そんな性格であるため、当初は幼馴染のコトミにさえ警戒されていた。火呼に好意を抱いているが、出来の悪い弟扱いしかされていないこともあって思いを伝えられないでいる。卒業後は富士山学院大学に入学。大学生バイトとしてまごころを手伝い、コトミと共に紅男の卒業や高校生活を支える一翼を担う。
一応、モテ男で美形な「主要人物」ということになっているが、犬くま・美羽・梅垣には全く相手にされず（紅男やコトミの腰巾着としか思われていない）、龍・佐古田・御国などからも名前すら呼ばれない（佐古田から「葛西くん」という台詞を聞いた試しもない）。
後に気心の知れる天真爛漫な、ある意味アバウトな性格で気の合う妻をもらい、一男一女を儲ける。最終話では、自分のヘタレ気質を受け継いでしまい、早々に紅男の娘・紅代の尻に敷かれている息子に涙していた。
紅男同様、家族ヒエラルキーでは最下位。一人っ子であり、紅男と同様にさるを「妹キャラ」として可愛がる。彼の母も厳格で信幸に対して厳しく、紅男と道場内でケンカするとお年玉を没収されてしまったことがある（流派対決を勝手に断行した信幸を絶縁した事もあったが、涼二のとりなしで紅男ともども家に帰る事が出来た）。
学校内では人気があり、梅垣に嫉妬からか鉄拳制裁を受けたことがある（紅男も姉のいた高校の学園祭に参加した時、女子の人気を彼にさらわれたのでその制裁に参加している）が、ナンパや出会い系サイトに積極的参加していて、恋愛の狩人状態が長く続いた（火呼への好意は報われずに終わった）。
信幸の母
道場後継者である長男・信幸に対して厳しい。元日、紅男と自分の道場内で乱闘してはお年玉を没収され（紅男には責めなかった）、信幸が後述の私闘で祖父に破門されると絶縁されるというかなりスパルタママ（東海林兄弟のおかげで葛西家へ帰還できた）。
また、信幸に恋愛関係を強要しようとした礼子たちが引き揚げた後、家が荒らされたのを（何かあったか聞かず、事情を説明する猶予すら与えられず）信幸を責めた。
信幸の祖父
名門剣道道場の総帥。見た目は普通の老人だが強靭な体力を持っていて、それであるがゆえに信幸は道場をものにすることができない。信幸には母同様厳しいが、紅男が彼の家に泊まりに来た時には「勝手にせい」と事実上、歓迎した。彼は震えが止まらないなどおよそ剣術など振るえそうにないように見えるが、実は私闘を行った信幸の殺気の残滓を察知できるほどの達人。
孫息子（信幸）が紅男の新営業所近くにある道場を彼とともに託されるが、実際は彼が師範として実権を握っているため、信幸は引き続き紅男の下（まごころ便）で働く事になった。
信幸の息子
信幸は妻との間に一男一女をもうけているが、その一人息子。最終回に幼馴染の紅代と登場するが、尻を敷かれている彼氏といった感じ。父・信幸は彼を見て「ヘタレなところまで俺に似てしまった」と嘆くが、有紀と美羽は「紅男ちゃん（後藤君）の方が似ているかも」と思った。
グレイス
富士山学院大学の理事長。ヘビースモーカーで口が悪い。配達の仕事で現れた紅男を「面白いから」という適当とも言える理由で気に入り、入学から卒業まで学費が不要の特待生待遇と一芸入学（筆記に代わって特技による試験）で入れようとする。紅男はこの時までグレイスが理事長をしているとは知らなかった。
一芸入学制度は、グレイスの「面白い人間を集めている」という趣味のために導入された制度であり、紅男が審査員相手に殴り合いをすれば入れたというあまりにも規格外な代物。しかし、体力以外はこれといって芸のない紅男は「宅配人の笑顔」で挑んだ結果、入学できなかった。
（紅男と同様に）英語能力に欠如している信幸に英会話の特訓をしたことがある。

#### 都立府城高校・その他
紅男の担任・アヤ子を含めて個性的な教師がいる。
中村アヤ子（なかむら アヤこ）
都立府城高校に勤める数学教師で、紅男達の担任。酒好きで破天荒。出身は北海道。教え子に紅男を始めとする問題児達を抱え、神経をすり減らす日々を送っている。しかし紅男の留年を心配したり、コトミたちとも一緒に温泉に行ったり、正月に訪れた紅男達3人にしぶしぶ実家から送られたジャガイモでフライドポテトを作ったりするなど、面倒見のいい所もある。保健の三田先生とは一緒に買い物も行く仲らしい。
健康管理と金欠病解消を兼ねて、紅男の家業「まごころ便」でアルバイトをした事がある。
留年前後あたりからは紅男とは姉弟にも見える関係となっており、紅男が留年したあとも適任者ということで彼の担任となる。大抵の生徒に対しては姓で呼ぶが、紅男と美羽に対しては（下の）名前で呼んでいる（コトミに対して数回だけ呼んだことがある、大概は「山川」と呼ぶ）。
紅男たちを心配しつつ弄るところがある。最終回では（入り婿である）有紀を「マスオさん」と弄っている。また、紅男が家業や他のアルバイトに精を出して欠席していることを快く思っていなく強引に登校させた事があったことと、勉強そっちのけで（信幸と）ナンパしたところを見掛けて妨害した事もある。教え子である紅男たちには容赦しないが、つばさたち小さな子供にはかなわない。
お友達教師のようなところがあるため、紅男たちに「アヤちゃん」と呼ばれる。紅男留年後、紅男の呼び方を聞いた有紀たちにもそう呼ばれるようになった。紅男・コトミ・信幸と4人で二度も卒業旅行（コトミ卒業記念の関西、紅男卒業記念の温泉リゾート）をしている。
後に元教え子の卓郎に口説かれて結婚。府城高校を辞めて紅男の営業所近くの高校に赴任。一男一女の母に。元キャラは読み切り作品『ゲッチュー!お届けマン』の犯人らしい。
台湾版では「中村彩子」。
長田 弘司（おさだ こうじ）
紅男たちの先輩で、秀才。絵を描くのが好きで美術大学進学を希望するが、母親に進路を東京大学一本に絞られ絶望。アヤ子を道連れに飛び降り自殺を図ろうとするが、紅男に助けられ、結局は母親を説得して美術大学に進学する。
荒木 愛蘭（あらき あいらん）
紅男の友人・梅垣が憧れていた才色兼備の女子。梅垣が留年するまでは同級生であった。
彼女が渡した（義理）バレンタインチョコに梅垣が歓喜、梅垣が彼女を好きだと知った紅男は「理想高過ぎる」と呆れる。梅垣は高校時代最後の夏に告白しようとするが、彼氏がいる事がわかり引き下がった。

### 他社の社員
紅男の勤務していた「多摩営業所」管区では、親会社のクルス以外でも、ツバメなどの競合会社が同業宅配をしている。

#### ツバメ便
紅男と宅配で競合している佐古田たちが勤務している故、出番が多い（なぜか、紅男は佐古田がツバメ従業員と知り、「ツバメかよ」と激高するほど、ツバメに対して強い敵意がある）。
佐古田優二（さこた ゆうじ）
ツバメ便社員、紅男のライバル。ニトロエンジン搭載の三輪バイク“ジャイ号”と共に、紅男とタメを張る毎日。亀のジョルジュの飼い主でもある。かなりボロいアパートに住んでおり、風呂場にはキノコが生えている。5巻では冷蔵庫のマヨネーズが爆発して、それ以来冷蔵庫は封印されている（御国が冷蔵庫は開けてはいけないと彼に言われていることを紅男に言っているので、当事者の一人である紅男はあれ以来あかずなのかと思った）。なお、有紀のせいで同性愛者の噂がかなり広まってしまったが、どうなったかは不明。
紅男には、亀のジョルジュを食われそうになったり彼が起こした暴力沙汰の濡れ衣をなすりつけられたりしているが、近所の中年女性からはちゃん付けで呼ばれているので、評判は悪くない模様。そのため、ライバルであることもあって基本的には険悪な仲だが、目的が重なれば抜群のコンビネーションを見せる（火呼のことは苦手らしく、紅男に「（佐古田の）荷物を火呼に担当させる」と脅されるとおびえてしまう）。逆に紅男と梅垣が衝突する最悪の原因をつくった戦犯でもある（佐古田が梅垣たち番長ズを轢いてしまい、彼を追う紅男も巻き込まれた。いわゆる貰い事故を起こしたのだが、なぜか番長ズは同じ学校の紅男をターゲットにしてしまったらしい）。紅男からは「紅男でいい」といわれているため、二度目に出会ったときから「紅男」と下の名前、呼び捨てで呼ぶ。
御国とは、御国がツバメに転職してから知り合いで、紅男・佐古田が（衝突したり、遊びなどで）一緒にいることがあると同伴することが多く、（優二のワンルームアパートで）一緒に住むようになった。
本編中は恋人がおらず、休日は暇な独身男性そのものの生活を不本意ながら満喫している。同じく暇を持て余していた有紀に唆されてナンパに繰り出した際は、自身の腰の細さをアピールする服を着て複数人成功させるも、女性陣が腰ばかりロックオンすることに恐怖と悲哀を抱いて断念した。相棒だった御国に比べ、美羽と仲良くなったのも（有紀のこともあって）かなり時間がかかったらしい。
後に、気は弱いがかなり可愛い嫁をもらう。
また、著者の別作品『ひもろぎ守護神』に登場する、ある人物の叔父（婿養子である父親の弟）にあたる。
横星が唯一スカウトしなかった相手（御国は戦力になりそうなのと、敵を造らなそうなタイプだった事からスカウトしようとしたが、彼に対してはタイプではなかったらしい）。
ジョルジュ
佐古田に拾われた陸亀。日本にはいない種らしい。犬くまと紅男に食べられそうになることが度々ある。生涯独身。中盤から犬くま同様に人間の言葉を解するようになり、一緒に出かけたりするようになる。喋り方は丁寧な口調。
台湾版では「喬治」。
御国剣吾（おぐに けんご）
ツバメ便社員。美術品の鑑定眼を養うため、日本各地を周っている。そのため、あちこちの方言が混じってしまい、言葉遣いがおかしい（小倉弁や広島弁が中心となって目立つ）。実家は東京都新宿区の質屋である。若く見えるが20代後半である（紅男や佐古田の方が年下なのだが、二人を宅配業の先輩として「～さん」づけして立てている）。
元はまごころ便のバイトなのだが短期間で終了し、美術便のあるツバメ便に就職した（ツバメ時代は佐古田と一緒にいる事が多く、ツバメを退職するまで佐古田のワンルームの同居人になっていたが、まごころ時代は紅男のベッドに寝て、紅男はベッド下に布団を引いていたらしい）。そのこともあって紅男はオグちゃんと呼んで気に入っており、よく「（オグちゃんを）返せ」と発言している（横星の就職あっせんにかこつけて彼を復職させようとした事もある）。だが、実家の質屋を継ぐことが当初の目的であり、「オグちゃんがまごころ便に戻れないなんて」と嘆く紅男に佐古田は「もともと、あっち（実家）の跡取りなんだから（まごころ便には）戻れないし、うち（ツバメ）もやめる事は明らかだ。」と諭す。
後に実家を継いで会社社長になり、お金にしっかりした妻をもらう。
金子（かねこ）
ツバメ便社員。何度か登場しているが、目元が隠れていることが多い人物。外見は怖いが、性格は温厚。佐古田・御国の上司。
佐古田が紅男に濡れ衣をなすりつけられたことがあったことから、まごころ便に対しては少し反感を持っている（彼が佐古田とともにピアノを運んでいた時に怪我をしたのを見かねた紅男たちが手伝うことを申し出てからは「まごころ便」を見直している）。

#### クルス便
前述の通り、まごころ便の実質上親会社となっている。それゆえ、紅男たちの相談に乗る事も有る。
来栖社長（くるす）
関東最大手の宅配会社、クルス宅配便の社長。まごころ便設立にも大きく貢献した。3巻ではサンタクロースの衣装で子供達の前に登場し、リアルサンタを見事に演出。灯萌や炎はかつてこちらに在籍していた。まごころ便を事実上の子会社として出資した経緯もあり、紅男と火呼を孫のように思っている。
紅男は中学3年の時に研修を受けて高校には進学しないつもりであったが、彼は「高校に行って幅を広げた方がいい」と助言したことから、紅男は高校へ進学した。
山崎（やまざき）
クルス便社員。クルス便に研修に来た中学時代の紅男を指導（実際の現業キャリアは紅男の方が上）した。その後も何らかの理由で頻繁に顔を見せる。社長の教育か待遇がいいのかクルスで働き続けたいと思っていて、横星のスカウトを拒否した。

#### その他の宅配業者
まごころ多摩営業所管区にはフラワー便、大急便、光星便などの競合他社もある。後述の光星便は横星がホスト仲間と出資したのだが、都会ではなく府中にしたのは、横星の地元だからのようである。
高橋向日葵（たかはし ひまわり）
フラワー便社員。20kgの鉢植えを持って「花より重いもの持ったことないわよ」と発言する、たくましい女性。紅男と美好がカタリナにカーネーション（母の日祝い）を送りたいと火呼に泣きつくと、火呼は彼女に依頼してカーネーションを成田空港へ送らせた。
お中元・お歳暮シーズンになると、まごころ・ツバメなどと混じって「宅配ギフト戦争」に参戦する。
横星にスカウトされるも「（うちの）花を買って呉れれば」と条件を付けるほど、自社を愛している。
美貌に恵まれており、ナンパ野郎にからまれる事がある。同一ナンパ野郎に仕事を妨害された揚句、トラックの花を全て壊されたところを紅男に助けられ、ナンパ野郎は紅男に制裁された。
おっちゃん
スキンヘッドの大急便社員。名前は作品中に出てこないので不明。高速道路で高速隊に追われている紅男を「トラブル」で助ける。
梅垣たちを引き抜こうとした紅男と横星に鉄拳制裁をした事がある。
生駒、五反坂
梅垣のとりまき。佐古田の不注意で梅垣ともども、事故にあう。
（佐古田の）後続でもらい事故を起こした紅男が同じ学校ということで梅垣に告げ口にしたことから、紅男との初対面は最悪であった。
紅男と梅垣が「幸せ誅伐隊」を結成したことから、少し距離が縮まった（梅垣に比べてこの二人の紅男たちに対しての距離はある）。紅男・コトミ・信幸と顔を合わせれば喧嘩することもある（花見の席とり、スポーツ大会リハーサルなど）が、梅垣同様に信幸のことは紅男の腰巾着位にしか思っていない。
梅垣の初高3時代は紅男に三人合わせて「（今時）番長ズ」と呼ばれたが、梅垣留年時代の二人の動向は不明。ただ、梅垣が荒木のためにヤンキーを卒業しようとした時期は、梅垣のために身を引いたことがあった（荒木に振られた後は番長ズを再開する）。
梅垣の卒業後は三人そろって大急便に就職、トリオ名称を「大急便漢ブラザーズ」と改称する。
梅垣とともにまごころ便を手伝ったことがあったが、梅垣が火呼に対する反感からまごころ便ではなく大急便を選んだ。そのため、同業者スポーツ大会のリハーサルでは紅男・コトミたちと大乱闘になった。
横星天人（よこぼし てんと）
光星便の社長。前職は某一流店のナンバーワンホスト。笑顔と感情を金で切り売りするホストの世界に相当心が荒むほど嫌気が差し、志を同じくする仲間（全員が元ホスト）と共に光星便を起業した。宅配業を選んだのは、ホスト時代に家族の仕送りを持ってきてくれている宅配便の社員が語った、「（金のつながりに由来しない）本当に嬉しそうな顔」を自分で見るため。顧客に対して男女を問わず紳士的に対応する「男女平等ホスト」な宅配屋として、一部で好評。社員全員力が無いため、火呼の提案で軽宅配専門になったが、後に故郷から出てきた家族を社員にする。
前述の理由から同業他社から引き抜こうとした事があった。紅男をスカウトしようとしたところ、ゲンたちに「次期社長だから駄目だ」と拒否され、お金に眼がくらんだコトミが手伝おうとしたが「できれば男の人が良い」と逆に断られ、忠告した信幸を誘うも「大事な仲間がいる職場を離れられない」（本当は好きな火呼がいる職場から離れたくない）と言われ、他業者から引き抜くことにしたがことごとく失敗する。
紅男によればメール相手は携帯電話10台で足りないくらいのお客様（彼目当ての女性が多い）と毎日メールをしているらしい。それを聞いた紅男はメル友への誘いを（横星本人が了承したのもかかわらず）逆に断った。
前述の通り、紅男を「宅配」で泣かせた事が（作中では三度）あったが、本人としては恩人であり敵に回したくはないと思っていて、紅男に対しては友好的に接している。その一方で、佐古田に対しては最初から敵意があり、「君はいらない」と面と向かって言うほど佐古田の事を嫌っている。

### その他

#### 近所の子供たち
まごころ便を含めた「宅配業者」は仕事柄、子供たちとの触れ合いが多い。特に紅男は（扱いやすいという意味もあり）慕われている。
緑川しんご（みどりかわ しんご）
紅男が仕事先で出会う男の子。紅男の宅配業の苦労を理解している、年齢差を超えた友人。
ペットショップで昆虫を買おうとした彼を見かねた紅男に連れられて、一緒に昆虫採集へ出掛けた事がある。
つばさ、真紀夫（まきお）、妙子（たえこ）
まごころ便の近所に住むちびっこトリオ。紅男に遊び相手としてかまってもらいたいが、そのたびに紅男に利用されようとしている。特につばさは紅男、真紀夫、妙子によくいじられるが、Mなところが「プチ紅男」といえる。
3人ともコトミのことは苦手らしい。紅男がコトミの怒りで窮地になるとすぐ逃げてしまう（反面、火呼は優しく接するのでこちらにはよくなつく）。
台湾版では「阿翼」「牧男」と表記（妙子はそのまま）。
純一（じゅんいち）
まごころ便の近所に住む男の子。両親が洋品店で共働きしていて、週末にかまってもらえず紅男に遊んでくれと頼むが、つばさたちと同様に紅男に利用され、動物園のボランティア要員に駆り出された。ピーマンが苦手だったが紅男のおかげで食べられるようになった。
加山アヤネ（かやま アヤネ）
まごころ便の近所に住む女の子。あのまま大きくなった。
渡あすか（わたり あすか）
（多摩営業所勤務時代の）紅男が担当する地区に住む常連客の少女。紅男と佐古田が初めて出会い、喧嘩しつつ佐古田が配達した先の一つ。
東海林蒼、藍（しょうじ あお、あい）
涼二と別れた妻の子供たち（蒼は茶髪の息子、藍は黒髪の娘）。元妻が涼二に子供たちを合わせていることから、まごころ便の関係者とも顔なじみである。
紅男を（扱いやすい人として）「お兄ちゃん」と慕っていて、火呼を「ママ」と慕っている。
坂本リリ、ルル（さかもと リリ、ルル）
坂本和郎の娘たち、同じく双子で従業員の子供でもある蒼・藍とも親しい。二人とも髪の毛は茶髪。
蒼・藍とほぼ同じ理由で紅男と火呼になついている。

#### 常連客
紅男が主に多摩時代、担当していた顧客。
山川舞子（やまかわ まいこ）
コトミの母。見た目は落ち着いているがフランク。娘にお下劣趣味を仕込んだ亡夫を軽蔑していて、離婚も考えたという。コトミの本性（お下劣趣味など）を承知で一途な紅男と一緒になってほしいと思い、金持ち好きなコトミに近づくため、「出世してお金持ちになりなさい」と営業所立ち上げを助言した。
澤井米店（さわいこめてん）
まごころ便（主に紅男担当地区）の常連客の中年女性。紅男たちにお説教をすることもある。他に、丸本など、紅男と親しい常連もいる。
持田（もちだ）のバカップル
まごころ便の近所に住む新婚夫婦。紅男の仕事がらみで間接的に紅男に絡むことが多く、紅男に迷惑がられている。友人のハロウィンパーティーでトリック（脅かし）争いに参加するが、飛び入り参加した紅男に負けてしまい賞品の焼肉を持っていかれてしまう。妻はサチコだが、夫の名前は不明である。
ユーリ
（後藤家を含めた）まごころ便と親しいアメリカ人とおぼしき女性、英語塾を開いている。紅男のことは「紅ぃ男ちゃん」と呼んでいる。ハロウィンの仕事を手伝ってもらうため、英語のできる人を頼んだが、レベルが下位にあたる紅男がやってきたのに失望した。だが、彼女の母に「英語文章はあんた（ユーリ）が読めばいい」と言われ、紅男にハロウィン関連の別の仕事をさせることに。さらに彼女は紅男をパートナーにハロウィンパーティーでのトリック争いに参戦し、紅男のおかげで勝利する。ユーリの外国人友達も紅男を知っている。
東より子（あずま よりこ）
紅男の仕事上（まごころ便）における常連客。旅行中の佐渡島で倒れて幽体離脱状態で（霊魂だけ）地元に戻った時は、紅男と加路を頼った。怖がる紅男をしり目に加路は肉体のある佐渡島に戻るように諭し、無事に（入院中の病院で待つ肉体に）戻った。紅男が彼女を怖がったのはこの時だけで、それ以外のときは仲がいい。
瓜生大助（うりゅう だいすけ）
紅男の常連客で、仲良し（火呼とも顔なじみ）。持田のバカップルを羨望と軽蔑の眼で見ている。
田辺（たなべ）
紅男の担当地区で顧客の一人だが、変な通販商品をよく買う、アートの実験台にされる等、紅男にとっては「困った人」の一人である。
棟梁
紅男の常連客、顔なじみ。見た目の柄が悪いため、紅男を偵察していたアヤ子に愚連隊と勘違いされた。

#### その他の人物
主に紅男が宅配がらみでかかわっている人々。
カルロス
犬くまの友達の一頭で、警察犬。一度迷子になったことがある。ジョルジュと交えて無駄話をすることもある。涼三の命令で犬くまと競走をしたが、犬くまは紅男の合コン参加と本日の晩飯がかかっていることから血反吐はいて懸命になっているのを見かねて、わざと勝ちを譲った（涼三はカルロスに免じて、紅男の警察合コン参加を認めた）。
台湾版では「下（上かんむりに下）爾洛斯」。
佐古田・母
佐古田優二と彼の兄・優一の母。
兄が榊家に婿入りしたので、彼が佐古田家を継ぐ事になった。そのため、母は優二に跡次をと、お見合い写真を進めて来たことがあった（腕力などの強さを対象にしたから、優二のタイプでない場合が多い）。
紅男に紹介された有紀を息子共々女の子だと思い、親子でドッキリ詐欺に遭遇した。（仕掛け人仲間の紅男とともに）有紀が男とバレた後も、彼女のメンタリティーが壊れたようで「優二が気に入ったのなら仕方が無い」と捨て台詞を吐いた（紅男や御国が相手でもどうでもいい感じだった）。
カタリナ
美好の母。かなりフランクな性格かつ策士らしく、美好のボーナスと給料を火呼とともに握られている。
息子の勤務先を「勝手知ったる息子の第二ファミリー」と思い、来日するときは遠慮なしに行動している。紅男のことを気に入っており、日本にいる間は紅男の仕事に同行する。火呼は彼女の世話焼きに感謝しつつも距離をとっている。
ゲンたち他の従業員にもかなり好評であるが、それはそれで美好は心配している。そのこともあって美好に「今度はおやじと一緒に」とくぎを刺す。
井上（いのうえ）
紅男の知人でホームレス、無精髭な小太り。下水道に住んでいるマンホールおじさん。
龍（りゅう）
紅男とは顔なじみで、「ドラゴン亭」を夏の海浜、春の花見会場などで海の家、屋台として季節の度に営業している。任侠集団の幹部らしく、呼ばれた時は店より本業を優先させる（その際、紅男たちや他の顔見知りに店番を頼む事がある）。
主なメニューは焼そば、たこ焼き。紅男だけでなくコトミの事も知っていて、名前で呼ばれている。紅男のお陰で、有紀、美羽とも海の家で知り合いになった。
羽村（はむら）
紅男の同僚（後の義兄）・涼二がもともと働いていた警察署の中年刑事。涼三とともに、まごころ便が巻き込まれた事件を解決するために参じた。それ以来、紅男と仲良くなっていて、紅男が仕事で警察署に来た時は若手警察官とともに歓迎して、婦人警官たちを交えて合コンに参加したことがある。
東海林　涼三（しょうじ りょうぞう）
まごころ便が巻き込まれた事件を解決させる為、羽村とともに急行、その時に兄・涼二（が警察を退職して以来、まごころ便に転職のとき）に再会している。
涼二が手掛けた最後の事件で凶悪犯が彼を人質にとったとき、助けようとして凶悪犯に狙撃されて片目を失う。彼はそんな兄を疎ましく思い、「やめてしまえ！」と激高する。紅男がまごころ便を巻き込んだ凶悪犯に人質として取られた時、兄とともに凶悪犯に逆襲するが、兄に対する嫌悪感（嫉妬もあるが）はきえず、兄に対して会うたびにきつい口を言う。
紅男に対しても快く思っておらず、後藤家及びまごころ便と関わることを避けようとしている（そういう事情から火呼に対しても不快感を募らせているが、涼二との結婚に対して漫画の中では特に何も言っていない）。
渡辺のおばちゃん
紅男の顧客。紅男が彼女の家に入り浸り食事をするほか、つばさたちにも「パンダのおばちゃん」と慕われる。彼女の家に押し入ったサングラス男は「親戚の人」と偽るが、強盗であることを見破った紅男とつばさたちに退治された。

#### ゲスト
礼子、アキト（れいこ、アキト）
初回に登場。礼子は信幸のファンで、アキトは礼子を慕っている。
おざなりな信幸に業を煮やした礼子はアキトと共に信幸に「男女の関係」を迫るが、信幸に助けを求められた紅男とコトミが二人を説得。
紅男は礼子を慕うアキトの気持ちを見抜き、彼こそ礼子の相手に相応しいと忠告、コトミも同調。礼子はアキトの求愛を受け入れた。
2人が去った後、信幸の「上から目線」に激怒した紅男とコトミは信幸に制裁をした。
2人のほか、紅男は「キューピッド役」として取りまとめるのが長所らしく家業の宅配業を生かして、芸能人カップルをパパラッチから逃がして円満結婚させている（その際、二人から恩人として結婚式に招待された）などの話もある。
松浦平太（まつうら へいた）
紅男の宅配先の家の子供。父は不在なことが多く、母は彼を生んで死亡。
父がなかなか彼の学校行事に参加できないため、拗ねていた彼を紅男が宥めたうえで「それでも授業参観にはお前も参加しろ」と説得、運よくあらわれた父と授業参観を楽しんだ。
吉田マコ（よしだ マコ）
紅男と佐古田の宅配先の家の子供。二人は彼女とテレビゲームを遊んだことがある。
高橋かおり（たかはし かおり）
紅男が多摩営業所時代に主たる配送区域としている範囲内にある町医者の娘。紅男が信幸とともにナンパしていたときにばったり出会い、紅男が発した（結果的にデリカシーの配慮に欠けた）近況話で彼女を怒らせてしまい、信幸にも怒られる（紅男いわく「俺の配送エリアでナンバする事がそもそもの間違いだ」と言われた）。
田川ひとみ（たがわ ひとみ）
紅男が同じく多摩時代に配送していた頃の娘、交通事故で通っていた学校を退学。その後は長期入院しつつ通信制高校で単位を採っていた。紅男の激励で、無事に通信制高校を卒業する。
若林たくや
紅男の宅配先の家の赤ちゃん。迷子になったが、紅男や沢井たちのおかげで無事発見された。
月島一家
同宅配先だが、嫁・やよいと姑はうまくいっていないらしい。しかも、嫁の家でボヤ騒ぎが起きてしまい、紅男はとんだ災難を受ける羽目になった。
内海、林
紅男と信幸がナンパしたときに出会った女性二人組で、紅男の顧客。紅男がいつものラフな格好でなくドレッシーなので驚くと、二人に逃げられた。
マコト
病院の小児科病棟に入院中の子供。サンタクロースを信じていなかったが、来須サンタのサプライズプレゼントで「いる」と信じた。
山下奈穂（やました なほ）
紅男が担当する顧客の一人でアイドルタレント。ある事情から事務所を通じて紅男に宅配を改めて依頼したが、それは俳優・菊地との恋愛関係をカムフラージュするためであった。
菊地芳八（きくち よしや）
奈穂の恋人で俳優、芸能界がらみで恋愛関係となった。彼が奈穂の家にいるところをパパラッチに囲まれた為、紅男を囮にして逃がす事にした。紅男は2人に協力して、パパラッチ退治を行ったことで二人は円満結婚にこぎつけた（紅男は恩人として招待した）。
大山
紅男が瓜生にエロビデオを届けるも手違いで返送した先のビルの受付の中年女性。ボスにパワハラさせられたうえ無報酬でたたき出されたことから、紅男の怒りを買いボスに報復した。
一臣、マサタカ
国立音楽学院・中学部の生徒で、2人の家族は同じマンションに引っ越す。2人はお互いに敵視して、紅男・佐古田に引っ越しレースを競わせたが、金子のケガでそれどころでなくなった。
空き地おじさん（あきちおじさん）
紅男・信幸らが幼き頃から遊んでいた空き地で親しかった近所の中年男性。
その空き地は大鳥という金満家の土地で、立ち退きを迫られた。
彼は再会した紅男に引っ越しの依頼をすると、大鳥は部下に乱暴な引越しの手伝いをさせようとするので紅男は激怒。
実は紅男と大鳥の息子は同じ幼稚園であったが、大鳥が経済力に物を言わせて息子のことに干渉する等、紅男から見てあまり快く思っていなかった。息子の死後、大鳥は仕事に執着するようになったという。
紅男は空き地おじさんの為に大鳥と衝突するが、おじさんによりその息子がよく（おじさんのいた）空き地に遊びに来ていたことを知った大鳥は（立ち退かせる代案として）自分の別の土地におじさんの家と新たな遊び場を提供した。
エミ子（エミこ）
火呼の親友で高校時代の同級生（私立鈴花女子高等学校）。火呼の手伝いで（自分たちの高校の）文化祭に来た紅男を気に入り、自分の通う女子大学の文化祭で手伝いを頼む。
池田
紅男の顧客で、レンタルビデオ店店長。
カズ
紅男が配達する先で、スイカを売る老婆の孫息子。一見、がらが悪いが、遊びを誘いを（紅男に）断られた腹いせに商売の邪魔をした元仲間に鉄拳報復した。
多田家の老夫婦
二人は旅行でとあるシティホテルに滞在、夫は「普通のツアーじゃつまらん」というので、ホテルが出入り配達業者である紅男と佐古田にツアーガイドを頼んだ。府中を「都会」だと思い、避けていた夫であったが紅男たちのサプライスに感激した。
北原
定年退職後、家の前を掃除している元会社部長。宅配に来る紅男が来るのを楽しみにしている。
馬部釣具店
釣り好きな紅男行きつけの釣具店。彼が店を手伝うこともある。
不二子（ふじこ）
紅男の（多摩時代における）配送エリアに住む主婦。
友人の村山親子が彼女に送ろうとしたクッキーで宅配事故が発生、彼女は配送した紅男を犯人だと邪推して叱責するが、実は友人の息子（シンちゃん）が「宅配用」と「自宅用」を間違えて、宅配用を食べてしまった事が発覚（シンは村山母に叱られた）。だが紅男は（お客様である）彼を責めるわけにはいかないので、架空人物「クッキー星人」を創作して、当人に罪を着せることで友人親子とフジコの感情を鎮めた。
潮（うしお）
紅男・コトミ・信幸が宅配と夏デートを兼ねて水族館へ来館（宅配業者ならではの顔パスで無料観覧出来た）した時にであった館長。
バンドウイルカが谷口孝雄（たにぐち たかお）で、凶暴な性格。紅男とは喧嘩をしていた。
草原よしこ
紅男が羽村・凉三のいる警察署へ宅配の折、同じ所内で迷子として保護された娘。紅男のおかげで家に帰ることができた。
るか
信幸のメル友。後学のため、紅男に合わせたことがある。
佐藤隆光（さとう たかみつ）
紅男がメール友達欲しさに信幸の勧めで出会い系サイトで申し込んだところ、応募したネカマ（ネットオカマ）。仲間とともに、女運が薄そうな男たちをサイトで釣り上げ、出会ったところでネタばらしをする「ドッキリ悪趣味」を決行したうえで、だまされた男を撮影して自分のサイトにアップすることをしていた、いわゆるバカッター。源氏名は「ウェンディ」。
紅男は彼がウェンディとして実際会う前に、宅配業務であっていて素性を知っていたが、有紀のおかげで免疫ができていたのと、男女かまわずメール友達が欲しかったので怒っていなかった。
コトミ、信幸、有紀が心配かつ好奇心で紅男に同行したら、ネカマということで爆笑。気になった彼が紅男に話すと、最初から知っていたことを告白。それを承知で紅男が怒らずにデートを続行しようとするので、逆に隆光と仲間たちは恐れをなした。
さらに紅男からの連日メールにおびえた彼は、「まごころ便」の常連客になることでメール友達を解消してもらった（これに懲りて自分のドッキリサイトは閉鎖、ネカマ詐欺はやめたらしい）。
動物園長
紅男が純一を招集してボランティアで掃除をしに来た多摩南タウン動物園の園長。
カバのコトミ（紅男が名前惚れした）やトドのトドコなどを飼育・管理している。
熱海市某民宿の息子
紅男たち多摩営業所従業員が社員旅行として投宿した民宿を営む夫婦の息子、小学生と思われる。
小学生なのに、紅男たちの面倒をよく見てくれ、重宝されていた。
紅男・コトミ・炎たちが「とある特殊な博物館」へ行くことになった（とはいえ炎は博物館に興味というより買い物がしたかっただけの）一方で、火呼・涼二一家・坂本一家・クミ子・信幸は彼と一緒に残り、水遊び（涼二と信幸は釣り）をしていたところ…彼がクラゲに刺されておぼれてしまい、火呼・涼二に救出された。そのため、火呼が大けがでしばらく仕事が出来ず、紅男がその後のフォローをする羽目になった。

## 読み切り版

### ゲッチュー!お届けマン
実質的に前身作品となった読み切り作品で、『週刊少年チャンピオン』1996年45号に掲載された。単行本17巻に所収。
公式設定上は、最終回後に主人公の紅男が新営業所を立ち上げる最中に起こった出来事とされるが、まごころ便のマークなど微細な設定が異なっている。

### ゲッチューまごころ便
『週刊少年チャンピオン』の創刊40周年記念企画で、数々の過去の名作が読み切り作品で掲載されている中で、『ゲッチューまごころ便』も同誌の2009年36+37号に掲載された。内容は「40周年を記念して何かお祝いを考える!?」となっており、副題・ナンバリングは無い。時代の流れに倣い、オールデジタルで描かれた。
この読み切りは『週刊少年チャンピオン40th 創刊40周年記念特別編集』（2010年2月8日発売、ISBN 978-4-253-10200-1）及び、『MOB 〜私立宝蔵学園萌え部〜』の単行本（2010年11月8日発売、ISBN 978-4253200264）に収録されている。